# Grand Central Railway

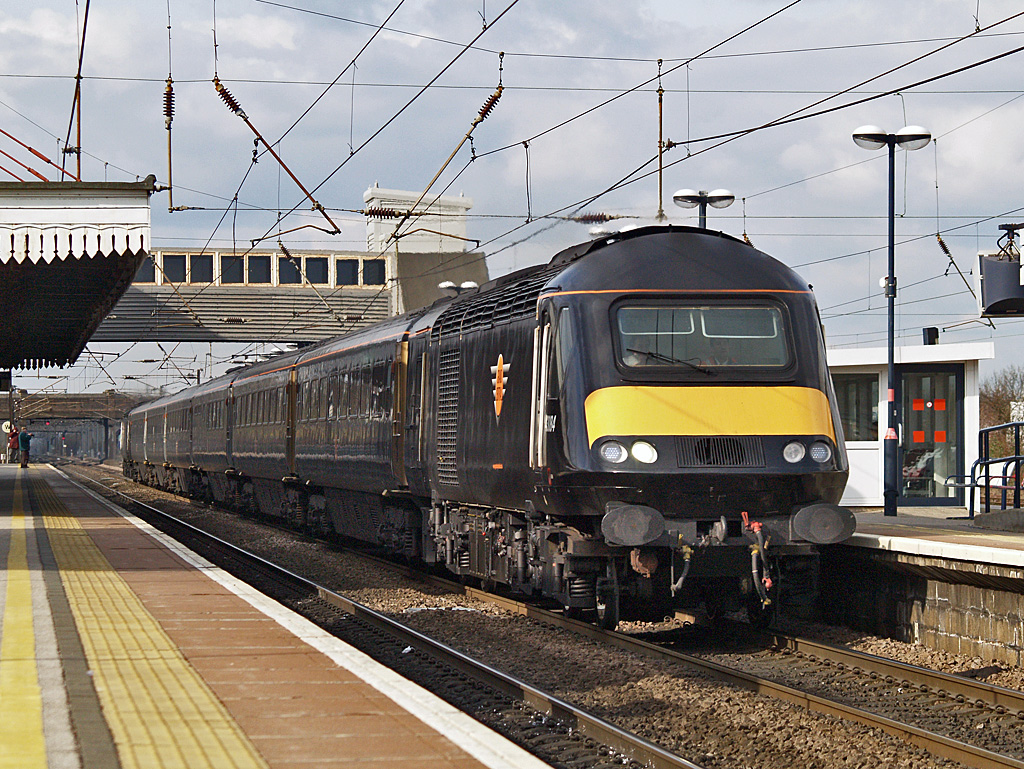
Uma locomotiva da Grand Central.

A Grand Central Railway Company Ltd é uma companhia de operação de trens privada que presta serviços sob o nome de Grand Central dentro do Reino Unido.
A companhia é uma operadora de livre acesso na rede ferroviária, ou seja, não está sujeita ao franchising. Sua malha liga Sunderland, Hartlepool, Middlesbrough e Stockton-on-Tees (em Eaglescliffe) e a King's Cross. Os serviços iniciaram em 18 de dezembro de 2007.